# 640-й бомбардировочный авиационный полк
640-й бомбардировочный авиационный Млавский ордена Суворова полк — авиационная воинская часть бомбардировочной авиации ВВС РККА в Великой Отечественной войне.

## Формирование полка
Полк начал своё формирование в Бугуруслане. С осени 1941 года курсанты проходили подготовку для ведения боевых действий в ночных условиях. В марте 1942 года лётно-технический состав полка «литер А» и материальная часть по маршруту Бугуруслан – Сызрань – Кузнецк - Пенза – Ундол – Крюково – Елец убыли на фронт.
В июле 1942 года полк получил наименование 640-й авиационный полк ночных бомбардировщиков.

## Участие полка в боевых действия на Брянском фронте
С 6 июля 1942 года полк принимал участие в оборонительных сражениях под Воронежем и оказывал содействие наземным войскам Брянского фронта в ликвидации плацдарма противника на левом берегу Дона. В ночных условиях лёгкие бомбардировщики У-2 успешно справлялись с задачами по уничтожению живой силы и техники противника на поле боя и в ближайшем тылу, проводили разведывательные операции, уничтожали железнодорожные эшелоны на станциях Долгое, Касторное, Кшень, Лачиново, Мармыжи, Оскол, Охочевка, Расховец и Сетуха, наносили бомбовые удары по вражеским аэродромам, выполняли задачи по оказанию помощи партизанам, осуществляли вылеты на связь.
14 июля 1942 года с боевого задания из района Муравьёво – Васильево не вернулся экипаж лётчика ст. сержанта Л. В. Аладьева и стрелка-бомбардира звена ст. сержанта А. Н. Шиш. При выполнении задания командования  1-й истребительной авиационной армии в районе аэродрома Рябинки истребителем Me-109 был сбит У-2 ст. сержанта П. И. Камаева. 5 сентября с боевого задания не вернулся экипаж командира звена старшины Ив. Ф. Определякина и стрелка-бомбардира звена П. В. Хайкина.
В ноябре 1942 года полк включён в состав 284-й бомбардировочной авиационной дивизии 15-й воздушной армии.
В январе-феврале 1943 года полк участвовал в Воронежско-Касторненской операции. Экипажи полка выполняли бомбардировку железнодорожных эшелонов и строений на станциях Лачиново, Щигры и Студёная, автоколонн противника на дороге Дросково-Малоархангельское, выполняли вылеты на связь в интересах командования 299-й штурмовой авиационной дивизии. При выполнении боевых заданий особенно отличился экипажи командира 1-й эскадрильи капитана Е. К. Колодина и заместителя командира 2-й эскадрильи Г. Ф. Соболева, разбомбившие несколько железнодорожных эшелонов на станциях Лачиново и Студёная.
4 февраля 1943 года при выполнении боевого задания тяжело ранен штурман мл. лейтенант М. Г. Здарёвский.
30 марта 1943 года полк был выведен из состава 284-й ночной бомбардировочной авиационной дивизии и подчинён командованию 15-й воздушной армии. 17 апреля 1943 года полк снова включён в состав 284-й ночной бомбардировочной авиационной дивизии.
В мае 1943 года полк участвовал в крупномасштабной операции по уничтожению авиции противника на аэродромах. Экипажи полка наносили бомбовые удары по аэродромам Орёл и Солнцево. В ночь на 7 мая 1943 года из боевого вылета не вернулся экипаж командира звена мл. лейтенанта И. Г. Калашникова и штурмана звена мл. лейтенанта Д. А. Егорова.
В мае-июне 1943 года полк наносил бомбовые удары по воинским эшелонам и строениям на железнодорожных станциях Отрада, Ворошилово, Орёл и Воля и по вражеским аэродромам Булгаково, Кузнецы и Солнцево, по скоплениям живой силы и техники противника в населённых пунктах Анохино, Котлы, Хмелек и Сетуха. При выполнении боевых заданий наиболее отличился экипаж ст. лейтенанта Г. Ф. Соболева и штурмана мл. лейтенанта С. М. Николаенко, который 12 мая прямым попаданием авиабомбы уничтожил вражеский самолёт на аэродроме Солнцево.
В июле-августе 1943 года полк принимал участие в Орловской операции и в Курской битве. Самолёты полка наносили бомбовые удары по скоплению вражеской авиации на аэродромах Курск, Орёл, Свобода и Солнцево, по войскам противника в населённых пунктах Большой Малиновец, Кофтаново, Бунино, Козарь, Кромы, Козинка, Семёново, Телятниково, Долгое, Собакино, Становой Колодезь, Ржаное, Вялоник, Полозовские Дворы, Дерновка, Шигловка, Холщевка, выполняли разведку и бомбардировку автотранспорта противника на дорогах Дубинец – Красная Гора, станция Моховое – Моховское, Мценск – Орёл, Орёл – Кромы, Мценск – Протасово, Мценск – Корандаково, Ядрино – Богданычи, Лунево – Рябцево – Овсянниково, Шаблыкино – Карачев.
19 июля 1943 года с боевого задания не вернулся экипаж лётчика мл. лейтенанта А. С. Мордашева и штурмана мл. лейтенанта Н. С. Куцина.
21 июля 1943 года бомбардировщики полка бомбардировали населённый пункт Становой Колодезь и дважды наносили бомбовые удары на дороге Лунево – Рябцево – Овсянниково, уничтожив до пяти автомашин и подавив огонь артиллерийской батареи. С боевого задания не вернулся самолёт командира звена мл. лейтенанта Вл. Ан. Пилигримова.
24 июля 1943 года с боевого задания не вернулся экипаж лётчика мл. лейтенанта А. Е. Степанюк и штурмана мл. лейтенанта Л. Н. Буршева.
В сентябре 1943 года полк осуществлял бомбардировку живой силы и техники противника в населённом пункте Бутчино, автотранспорта на дорогах Сильцево – Любегощь и Стародуб – Унеча, Унеча – Сурия.
В ночь на 10 сентября 1943 года при выполнении боевого задания в районе железнодорожной станции Сельцо был сбит самолёт командира эскадрильи капитана П. В. Сергеева и штурмана эскадрильи ст. лейтенанта Ф. И. Пушкарёва. Лётчик произвёл вынужденную посадку в лесистой местности. Экипаж сжёг повреждённый самолёт и спустя неделю вернулся в свою часть.
К середине сентября 1943 года полк выполнил 3259 боевых самолётовылетов и 3269 вылетов на связь. 

## Переформирование полка

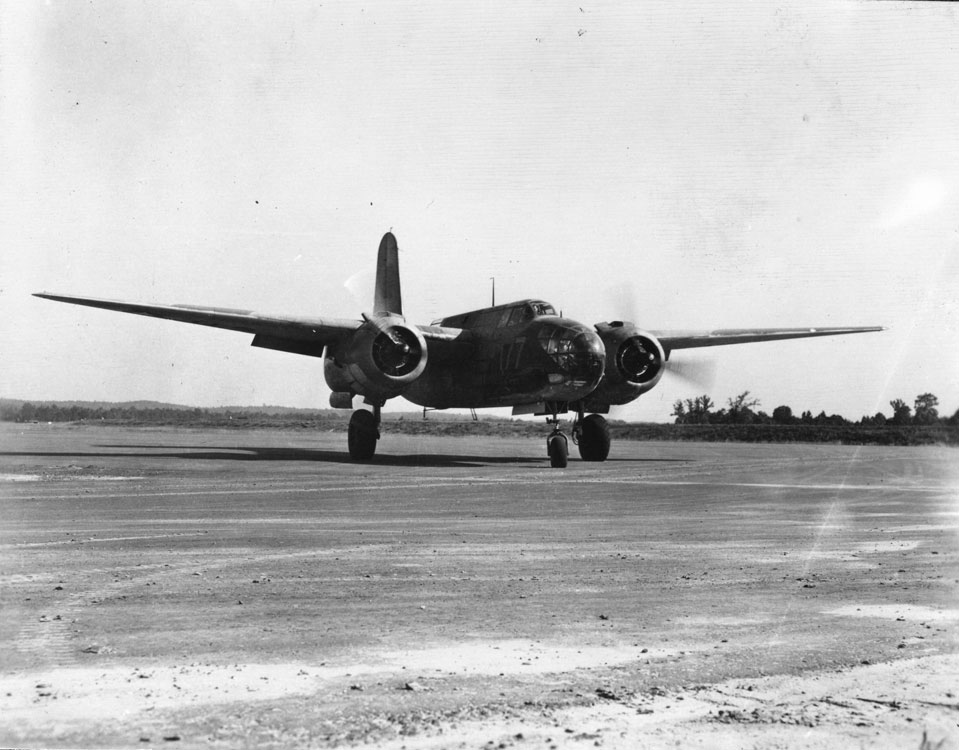
Douglas A-20 Havoc

Во исполнении директивы начальника Генерального штаба в октябре 1943 года полк был выведен в Резерв Верховного Главнокомандования и в полном составе, без материальной части, перебазировался на аэродром Егорьевск.
В мае 1944 года полк на аэродроме Ярославль экипажи полка начали освоение новой техники – самолётов Бостон. Экипажи полка были пополнены стрелками-радистами и воздушными стрелками.

## Участие полка в боях в Польше и Германии
8 декабря 1944 года полк был включён в состав 327-й бомбардировочной авиационной дивизии 5-го бомбардировочного авиационного корпуса 4-й воздушной армии.
14 декабря 1944 года полк (31 самолёт Бостон) перебазировался с аэродрома Ярославль на аэродром Боровское под Смоленском, а 18 декабря 1944 года перебазировался на аэродром Белосток в Польше.
16 января 1945 года девятка бомбардировщиков полка при бомбардировке города Пшасныш была атакована четвёркой Me-109. Огнём воздушных стрелков атака была отбита. В тот же день при нанесении бомбового удара по железнодорожной станции Млава уничтожены склад с горючим, зенитное орудие, железнодорожные вагоны и другое военное имущество.
16 января 1945 года при бомбардировке живой силы и техники противника в населённом пункте Бараново был подбит бомбардировщик зам. командира эскадрильи лейтенанта А. А. Максименко, легко ранена в голову воздушный стрелок ст. сержант М. А. Вострецова.
17 января 1945 года девятка бомбардировщиков полка (ведущий – капитан Н. С. Путинцев) под прикрытием восьми истребителей «Аэрокобра» наносила бомбовый удар по скоплению живой силы и техники на железнодорожном узле Млава. При подходе к цели группа была атакована четвёркой истребителей Me-109, однако атака была отбита истребителями прикрытия. При нахождении над целью огнём зенитной артиллерии был повреждён бомбардировщик мл. лейтенанта В. Г. Родионова, вследствие чего бомболюк не открылся. Лётчик был вынужден совершить аварийную посадку на свой аэродром с бомбами.
За отличие в Млавско-Эльбингской операции полку присвоено почётное наименование Млавский.
31 января 1945 года при перелёте с аэродрома Белосток на аэродром Россошь в районе населённого пункта Костельная потерпел катастрофу самолёт Бостон. Погибли командир звена лейтенант М. Я. Гринберг, штурман звена ст. лейтенант С. Д. Павлов, стрелок-радист гвардии ст. сержант Я. С. Абрамов, воздушный стрелок мл. сержант Калугин, техник звена техник-лейтенант Г. А. Захарченко, зам. инженера эскадрильи по спецоборудованию мл. техник-лейтенант И. А. Лукин, авиамеханик ст. сержант Соловьёв.
Всего за январь 1945 года произведено полком 213 вылетов и 7 воздушных боёв.
5 февраля 1945 года шестёрка бомбардировщиков полка (ведущий – ст. лейтенант Г. И. Голоцван), действуя с аэродрома Говорово,  нанесла бомбовый удар по войскам противника в населённом пункте Браунсберг. Огнём зенитной артиллерии противника был повреждён левый двигатель самолёта ведущего группы. Повреждённый самолёт был атакован истребителями противника, однако метким огнём воздушного стрелка гвардии старшины А. С. Лотова был сбит истребитель Me-109. На одном двигателе лётчик сумел перетянуть за линию фронта и посадить повреждённый самолёт на свой аэродром.
В тот же день шестёрка бомбардировщиков полка (ведущий – ст. лейтенант Г. И. Голоцван) при бомбардировке войск противника в населённом пункте Браунсберг была атакована истребителями противника. Огнём воздушных стрелков и истребителей прикрытия из 57 гв. истребительного авиаполка атаки противника были отбиты. При нахождении над целью, огнём зенитной артиллерии был подбит Бостон мл. лейтенанта В. М. Ворошилова, тяжело ранен стрелок-радист. Повреждённый самолёт отстал от группы и был атакован парой FW-190. Метким огнём воздушный стрелок мл. сержант В. С. Федосов отбил атаку и сбил один истребитель. Оставшаяся пятёрка бомбардировщиков была также атакована четвёркой вражеских истребителей, которые сумели повредить самолёт ведущего группы. Ранен осколком в голову штурман звена лейтенант В. В. Винокуров. Ответным огнём воздушный стрелок мл. сержант П. А. Суслов сбил один Me-109.
21 февраля 1945 года при нанесении бомбового удара по городу Шёнек девятка бомбардировщиков полка была атакована 18 истребителями противника. Огнём истребителей был сбит «Бостон» лётчика мл. лейтенанта В. Ф. Артамонова, штурмана мл. лейтенанта А. Н. Кривохижа, стрелка-радиста сержанта Я. И. Бершадского и воздушного стрелка мл. сержанта В. И. Исаева. Ответным огнём стрелоки-радисты ст. сержант В. В. Гребнев и ст. сержант А. М. Иванов, воздушные стрелки ст. сержант И. Г. Лушников, сержанты А. Н. Мачин и А. С. Якушев сбили по одному Me-109.
19 марта 1945 года группа бомбардировщиков полка в составе трёх девяток под прикрытием восемнадцати Ла-7 вылетела с аэродрома Торн на бомбардировку аэродрома Олива рядом с Данцигом. При подлёте к цели колонна бомбардировщиков была стречена огнём зенитной артиллерии.
Первая девятка (ведущий – подполковник Я. В. Полищук) была атакована со стороны солнца вражескими истребителями. Огнём истребителей был повреждён мотор бомбардировщика мл. лейтенанта С. А. Смирнова. Отставший бомбардировщик был подожжён. По приказу командира экипажа стрелок-радист ст. сержант Ю. И. Марасеев выбросился из горящего самолёта на парашюте. Погибли штурман мл. лейтенант Г. В. Кожухов и воздушный стрелок мл. сержант Ш. Х. Хабибулин. Лётчик мл. лейтенант С. А. Смирнов попал в плен.  Ответным огнём воздушных стрелков первой девятки были сбиты два Me-109 и один FW-190.
Вторая девятка бомбардировщиков (ведущий – капитан Н. С. Путинцев) была атакована восемнадцатью Me-109 и FW-190. Во время первой же атаки был сбит бомбардировщик мл. лейтенанта М. П. Савченко. Были тяжело ранены лётчик М. П. Савченко и штурман лейтенант М. Ф. Чулков, убит воздушный стрелок мл. сержант Н. П. Горохвацкий. Перетянув линию фронта самолёт врезался в землю. Погибли лётчик М. П. Савченко и стрелок-радист мл. сержант Л. Г. Беляев, а штурман М. Ф.  Чулков был изуродован. Во время второй атаки был подбит бомбардировщик командира звена лейтенанта А. А. Родионова. Лётчик сумел на горящем самолёте пертянуть за линию фронта и затем приказал штурману ст. лейтенанту С. Н. Моисееву выпрыгнуть с парашютом. Во время вынужденной посадки в районе Шембек самолёт разбился, лётчик погиб, а стрелок-радист сержант Н. И. Радул и воздушный стрелок ст. сержант П. В. Тимохин получили ранения. Ответным огнём воздушных стрелков первой девятки были сбиты пять истребителей противника.
Третья девятка бомбардировщиков (ведущий – ст. лейтенант Г. И. Голоцван) была также атакована истребителями противника, однако истребителям прикрытия удалось связать врага боем. Метким огнём воздушных стрелков были сбиты восемь истребителей противника.
22 марта группа бомбардировщиков полка (ведущий - капитан Г. Ф. Соболев) при бомбардировке порта Гдыня была атакована 12 истребителями противника. Воздушным стрелком сержантом А. Н. Мачиным был сбит один Ме-109. Оставшимися истребителями противника был подбит бомбардировщик командира звена лейтенанта И. А. Кривцова. Раненый лётчик сумел посадить повреждённый самолёт на ближайший аэродром истребителей прикрытия.
В апреле-мае 1945 года полк в составе 28 самолётов, действуя с аэродрома Меркиш-Фридланд, наносил бомбовые удары по городам Кёнигсберг Штеттин, Пазенальск, Прецлау, Свинемюнде, Фишгаузен, Пиллау, Хель. 25 апреля 1945 года в районе города Пазенальк сбит бомбардировщик лётчика мл. лейтенанта Л. Г. Викулова, штурмана мл. лейтенанта Л. М. Вайсблата, воздушного стрелка сержанта В. П. Корчагина и стрелка-радиста мл. сержанта Н. А. Степанова.
За время участия в  Млавско-Эльбингской, Восточно-Померанской, Кёнингсбергской, Берлинской стратегических наступательных операциях полк совершил более тысячи успешных боевых вылетов на оказание воздушной поддержки наземным войскам 2-го Белорусского фронта, разведку и бомбардировку аэродромов, железнодорожных узлов и войск противника в районе городов и населённых пунктов Бреслау, Данциг, Диршау, Прейсиш-Старгадд, Гдыня, Грунау, Хайлигенбайль, Хель, Пилау, Кёнигсберг, Алленштайн, Лыкк, Хохенштайн, Млава, Мисдров, Пренцлау, Пазевальск, Шёнек, Штеттин, Свинемюнде, Фрауенсбург, Олива.
Указом Президиума Верховного Совета СССР от 17 мая 1945 года «за образцовое выполнение заданий командования в боях с немецкими захватчиками при овладении городом и военно-морской базой Гдыня и проявленные при этом доблесть и мужество» 640-й бомбардировочный авиационный Млавский полк был награждён орденом Суворова III степени.

## Послевоенная служба
После окончания боевых действий на основании Директивы Ставки Главного Командования №11097 от 29 мая 1945 года 640-й бомбардировочный авиационный Млавский ордена Суворова полк в составе 327-й бомбардировочной авиационной Гданьской дивизии 5-го бомбардировочного Люблинского авиакорпуса 4-й воздушной армии вошёл в Северную группу войск и был перебазирован в город Познань. Полк был переоснащён на отечественные самолёты Ту-2 и выполнял задание на территории Польши до июля 1946 года.
17 июля 1946 года полк перебазировался на аэродром Староконстантинов расположенный в Каменец-Подольской области.

## Благодарности Верховного Главнокомандующего
В составе 327-й бомбардировочной авиационной дивизии 5-го бомбардировочного авиационного корпуса воины полка удостоились благодарности Верховного Главнокомандующего: 
- За отличие в боях при овладении городом Пшасныш (Прасныш), городом и крепостью Модлин (Новогеоргиевск) — важными узлами коммуникаций и опорными пунктами обороны немцев, а также при занятии с боями более 1000 других населённых пунктов[26].
- За отличие в боях при овладении городами Млава и Дзялдов (Зольдау) — важными узлами коммуникаций и опорными пунктами обороны немцев на подступах к южной границе Восточной Пруссии и городом Плоньск — крупным узлом коммуникаций и опорным пунктом обороны немцев на правом берегу Вислы.
- За отличие в боях при овладении городом Алленштайн — важным узлом железных и шоссейных дорог я сильно укреплённым опорным пунктом немцев, прикрывающим с юга центральные районы Восточной Пруссии.
- За отличие в боях при овладении городами Гнев (Меве) и Старогард (Прейсиш Старгард) — важными опорными пунктами обороны немцев на подступах к Данцигу[27].
- За отличие в боях при овладении городом Штольп — важным узлом железных и шоссейных дорог и мощным опорным пунктом обороны немцев в Северной Померании[28].
- За отличие в боях при овладении важными опорными пунктами обороны немцев на подступах к Данцигу и Гдыне — городами Тчев (Диршау), Вейхерово (Нойштадт) и выходе на побережье Данцигской бухты севернее Гдыни, занятии города Пуцк (Путциг)[29].
- За отличие в боях при овладении городом и военно-морской базой Гдыня — важной военно-морской базой и крупным портом на Балтийском море[30].
- За отличие в боях при овладении городом и крепостью Гданьск (Данциг) — важнейшим портом и первоклассной военно-морской базой немцев на Балтийском море[31].
- За отличие в боях при овладении крепостью и главным городом Восточной Пруссии Кёнигсберг — стратегически важным узлом обороны немцев на Балтийском море[32].
- За отличие в боях при овладении городами Франкфурт-на-Одере, Вандлитц, Ораниенбург, Биркенвердер, Геннигсдорф, Панков, Фридрихсфелъде, Карлсхорст, Кепеник и вступление в столицу Германии город Берлин[33].
- За отличие в боях при овладении городами и важными узлами Анклам, Фридланд, Нойбранденбург, Лихен и вступлении на территорию провинции Мекленбург[34].
- За отличие в боях при овладении портом и военно-морской базой Свинемюнде — крупным портом и военно-морской базой немцев на Балтийском море[35].

## Командование полка
- Командир полка
  -  майор, подполковник, полковник Яков Васильевич Полищук (1942-1950)
- Заместитель командира полка по политической части: 
  -  старший политрук, майор, подполковник Попов Семён Андреевич (с мая 1942 г.)
- Начальник штаба полка: 
  - капитан Колотов Иннокентий Васильевич
  - майор Щербаков
  -  майор Слезов Тихон Иванович (с января 1945 г.)
  - подполковник Поляков (с сентября 1945)

## Отличившиеся воины полка
| Фамилия, имя отчество          | Воинское звание            | Должность                 | Награды | Совершенный подвиг |
| ------------------------------ | -------------------------- | ------------------------- | ------- | --- |
| Акулов Василий Романович       | Старший лейтенант ВВС СССР | Штурман звена             |         | Выполнил 195 боевых вылетов на По-2 и 33 боевых вылета на Бостон                                                                                            |
| Алексеев Арсентий Анисимович   | Старший лейтенант ВВС СССР | Штурман эскадрильи        |         | Выполнил 138 боевых вылетов на По-2 и 27 боевых вылета на Бостон.                                                                                           |
| Баянов Роман Евлампиевич       | Старшина ВВС СССР          | Воздушный стрелок         |         | В августе 1943 года тяжело ранен в боях на Юго-Западном фронте. Выполнил 43 боевых вылета на Бостон. Участвовал в 4 воздушных боях и 19.3.1945 сбил FW-190. |
| Власенко Григорий Романович    | Лейтенант ВВС СССР         | Штурман звена             |         | Выполнил 190 боевых вылетов на По-2 и 32 боевых вылета на Бостон                                                                                            |
| Галашов Михаил Фёдорович       | Майор ВВС СССР             | Зам. командира полка      |         | Выполнил 143 боевых вылета на По-2 и 9 боевых вылетов на Бостон.                                                                                            |
| Голоцван Георгий Иович         | Капитан ВВС СССР           | Командир эскадрильи       |         | Выполнил 260 боевых вылетов и 65 вылетов на связь на По-2 и 44 боевых вылета на Бостон.                                                                     |
| Коваленко Георгий Кузьмич      | Капитан ВВС СССР           | Штурман полка             |         | Выполнил 30 боевых вылетов в составе 3 ТБАП, 196 боевых вылетов на По-2 и 14 боевых вылетов на Бостон в составе 640 БАП. 5.10.1941 и 10.7.1942 ранен.       |
| Лотов Александр Сергеевич      | Старшина ВВС СССР          | Воздушный стрелок         |         | Дважды легко ранен в боях на Северо-Западном фронте. В воздушных боях сбил два Me-109.                                                                      |
| Максименко Алексей Афанасьевич | Старший лейтенант ВВС СССР | Командир эскадрильи       |         | Выполнил 128 вылетов на По-2 и 41 боевой вылет на Бостон в составе 640 БАП.                                                                                 |
| Мачин Аркадий Николаевич       | Сержант                    | Воздушный стрелок         |         | Выполнил 17 боевых вылетов и воздушных боях сбил два истребителя Me-109.                                                                                    |
| Путинцев Николай Степанович    | Капитан ВВС СССР           | Командир экадрильи        |         | Выполнил 290 боевых вылета на По-2 и 24 боевых вылета на Бостон в составе 640 БАП.                                                                          |
| Пушкарёв Фёдор Иванович        | Капитан ВВС СССР           | Штурман экадрильи         |         | Участвовал в боях на Халхин-голе. Выполнил 104 боевых вылета на По-2 и 18 боевых вылетов на Бостон в составе 640 БАП.                                       |
| Сенин Дмитрий Фомич            | Старший лейтенант ВВС СССР | Штурман эскадрильи        |         | Совершил 137 боевых вылетов на По-2 и 33 боевых вылета на Бостон. В ночь на 19.7.1943 при выполнении боевого задания ранен осколками в лицо и голову.       |
| Соболев Гордей Фёдорович       | Майор ВВС СССР             | Командир эскадрильи       |         | Совершил 120 боевых вылетов на По-2 и 23 боевых вылета на Бостон в составе 640 БАП. 125 вылетов на связь на По-2 в составе звена управления 286 ИАД.        |
| Цыбин Василий Георгиевич       | Старший лейтенант ВВС СССР | Зам. командира эскадрильи |         | Совершил 111 боевых вылетов и 637 вылетов на связь на По-2, 30 боевых вылета на Бостон.                                                                     |
| Шаляпин Владимир Аристархович  | Старший лейтенант ВВС СССР | Зам. командира эскадрильи |         | Выполнил 183 боевых вылета и 4 вылета на выполнение специальных заданий командования на По-2 и Р-5 и 36 боевых вылетов на бомбардировщике «Бостон».         |